# Огюст Дюпон
Огюст Дюпон (фр. Auguste Dupont; *9 лютого 1827, Енсіваль, нині у складі Верв'єра — 17 грудня 1890, Брюссель) — бельгійський композитор і піаніст. Старший брат композитора Жозефа Дюпона.
Закінчив Льєзьку консерваторію. Від 1850 року викладав у Брюссельській консерваторії. Автор переважно фортепіанних творів, у тому числі концерту і концертштюка для фортепіано з оркестром, циклів «Роман з десяти сторінок», «Шість характеристичних п'єс» та ін.; написав також ряд пісень (у тому числі на «Осінню пісню» Жоржа Роденбаха), обробив для фортепіано Фантазію й фугу соль мінор BWV 542 та Прелюдію й фугу ля мінор BWV 543 Йоганна Себастьяна Баха.